# Le Parc (album)
Le Parc is een studioalbum van Tangerine Dream uit hun Blue Years-periode. De muziekgroep had in 1985 alle steden van de wereld gezien en kwam met een album gewijd aan beroemde parken, verspreid over de gehele wereld. De muziek behorend bij de diverse parken heeft geen verbinding met elkaar; er is dus eerder sprake van een thema-album, dan van een conceptalbum. Het nummer Le parc verscheen als thema van de Amerikaanse televisieserie Street Hawk.  Le parc is echter de bijnaam van Parc des Princes en heeft niets te maken met een park in Los Angeles, zoals is aangegeven. De muziek laat een overgang horen naar kortere nummers, Froese zei later dat zij daar destijds meer gevoel bij hadden. Het kan ook zijn dat ook TD onder de invloed van de punkmuziek genoodzaakt was de soms zeer lange (tot meer dan 20 minuten) nummers in te korten. Het album is opgenomen in Berlijn, Wenen en Londen. 
De onderstaande combinatie stond op barsten, het zou het laatste album zijn van Schmoelling als lid van TD. Hij zou een solocarrière starten met Wuivend riet.

## Musici
- Christopher Franke, Edgar Froese, Johannes Schmoelling – synthesizers, elektronica met (niet vermeld op het album):
- Clare Torry – zang op Yellowtone Park
- Katja Brauneis – zang op Zen Garden
- Robert Kastler – trompet Bois de Boulogne

## Muziek
| Nr. | Titel                               | Duur |
| --- | ----------------------------------- | ---- |
| 1.  | Bois de Boulogne (Paris)            | 5:07 |
| 2.  | Central Park (New York)             | 3:37 |
| 3.  | Gaudi Park (Guell Garden Barcelona) | 5:10 |
| 4.  | Tiergarten (Berlin)                 | 4:28 |
| 5.  | Zen Garden (Ryoanji Temple Kyoto)   | 3:07 |
| 6.  | Le Parc (L.A. - Streethawk)         | 2:56 |
| 7.  | Hyde Park (London)                  | 3:50 |
| 8.  | The Cliffs of Sydney (Sydney)       | 5:20 |
| 9.  | Yellowstone Park (Rocky Mountains)  | 6:10 |